# Aegyptobia delfinadae
Aegyptobia delfinadae är en spindeldjursart som först beskrevs av Smiley, Frost och Uri Gerson 1996.  Aegyptobia delfinadae ingår i släktet Aegyptobia och familjen Tenuipalpidae. Inga underarter finns listade i Catalogue of Life.